# Mentada de padre
Mentada de padre es una comedia mexicana de 2019. La película fue dirigida por Mark Alazraki y Fernando Rovzar, basado de un screenplay de William Sutcliffe. La película está ambientada en el México de 1942. Gira en torno a los cuatro hijos de Don Lauro Márquez Castillo (Héctor Suárez), un hombre quién en su lecho de muerte, pregunta a sus hijos para mostrar quién merece llevar el apellido Márquez Castillo, y así heredar todo lo que él posee. Se estrenó en México el 16 de agosto de 2019.
Fue la última película en la que actuó Héctor Suárez.

## Reparto
- Héctor Suárez como Don Lauro Márquez Castillo, el padre de los cuatro hermanos Márquez Castillo.
- Osvaldo Benavides como Fausto Márquez Castillo.
- Antonio Gaona como Abel Márquez Castillo.
- Mauricio Isaac como Tadeo Márquez Castillo, un deportista.
- Mauricio Barrientos como Iker Márquez Castillo.
- Sofía Sisniega como Lily, una sensual cantante.
- Ximena Romo como Rosa.
- Gerardo Taracena como el Líder de los Rebeldes.